# Mike Fenner
Mike Fenner (Alemania, 24 de abril de 1971) es un atleta alemán retirado especializado en la prueba de 60 m vallas, en la que consiguió ser medallista de bronce europeo en pista cubierta en 1998.

## Carrera deportiva
En el Campeonato Europeo de Atletismo en Pista Cubierta de 1998 ganó la medalla de bronce en los 60 m vallas, con un tiempo de 7.58 segundos, tras el letón Igors Kazanovs (oro con 7.54 segundos) y el polaco Tomasz Ścigaczewski (plata con 7.56 segundos).